# Aram Bareġamyan
Aram Bareġamyan (in armeno Արամ Բարեղամյան?; in russo Ара́м Альбе́ртович Барегамя́н?, Arám Al’bértovič Baregamján; Erevan, 6 gennaio 1988) è un allenatore di calcio ed ex calciatore armeno, dal 2020 tecnico dell'Urartu.

## Palmarès

### Competizioni nazionali
- Coppa d'Armenia: 1 
Banants: 2007
- Campionato armeno: 2 
Ulisses: 2011
Alaškert: 2015-2016